# Lista över incidenter med matkontaminering
Mat kan kontamineras av misstag eller med flit av mikrobiologiska, kemiska eller fysiska risker.
- 1981 - Försäljning av denaturerad rapsolja som livsmedel i Spanien, som förgiftade mer än 20000 personer varav 330 dog, enligt spanska Wikipedia. Se "Enfermedad de la colza".
- 1985 - Förvanskning av Österrikiska viner med dietylenglykol.[1]
- 1986 - Förvanskning av Italienska viner med dietylenglykol, dödade mer än 18 personer[1]
- 2001 - Spansk oliv pressrestsolja var kontaminerad med polycykliska aromatiska kolväten. Kontaminerade produkter återkallades.[2]
- 2002 - Kryptosporidios i Lidingös dricksvatten gör 1000 personer sjuka.
- 2007 - Programmet Uppdrag gransknings avsnitt I takt med tiden visar att ICA butiker märker om bäst före datumet på rå köttfärs.
- 2008 - Upptäcktes det att tillsatser innehållande svavelsyra och saltsyra hade använts för att späda ut italienska viner.[3]
- 2008 - Barnmjölksskandalen i Kina. 300 000 bebisar påverkas, 51 900 sjukhusinläggningar och 6 spädbarn döda. Tappad inkomstkompensation ~$30M, bankrutt, handelsrestriktioner infördes (av 68 länder, flera arresteringar (minst 60), två avrättningar och en livstidsdom, och förlust av konsumentförtroende.[4][5]
- 2010 - Kryptosporidios i Östersunds dricksvatten gör 8000 personer magsjuka. 25 personer behövde sjukhusvård.
- 2011 - Kryptosporidios i Skellefteå gör många personer på kort tid magsjuka.
- 2011 - Tyska E. coli O104:H4-utbrottet orsakades av verotoxinproducerande Escherichia coli O104:H4-kontaminerade bockhornsklöverfrön importerade från Egypten under 2009 och 2010, vilka sedan groddades i Tyskland och distribuerades.
- 2011 - Vinäger från Kina är kontaminerad med etylenglykol genom att den hade lagrats i tankar som dessförinnan innehållit antifrysmedel, detta ledde till 11 döda och uppskattningsvis 120 sjukdomsfall.[6]
- 2012 - 16 år gammalt kött från beredskapslager märks om med ny hållbarhet 4 år senare.[7]
- 2012 - 70 ton Fläskfilé färgas genom injektionsnålar med förbjudet och potentiellt giftigt ämne för att sedan säljas som oxfilé i Sverige.[8][9]
- 2012 - Importerad löjrom märks om med ursprung i Sverige eller Kalix.[10]
- 2013 - Hästköttsskandalen då kött från Spanghero och Comigel i Frankrike gör att kött i hela Europa som är märkt nötkött visar sig innehålla hästkött vars kvalité kan ifrågasättas.
- 2013 - Frysta hamburgare och kebab från "Sven P" visar sig kontaminerade med EHEC där köttet importerats från Holland. Produkterna dras in.[11]  Köttfärs från livsmedelsleverantören Menigo till en förskola var smittad med salmonella.[12]
- 2013 - Frysta bär innehåller Hepatit A smitta.[13][14]